# Zwierzęta czterech pór roku
Zwierzęta czterech pór roku (fr. Les animaux des quatre saisons) – francuski serial animowany wyprodukowany w latach 1995-1999 przez Marlou Films Production.
Każdy odcinek opowiada życie małego wędrownego ptaka Croquesel, który podróżuje i poznaje różne zwierzęta. Przyjaźń, gry i nadzwyczajne przygody... Zwierzęta i dekoracje wykonane są ze świeżych owoców i warzyw.

## Lista odcinków
- 01.
- 02.
- 03.
- 04. Cyrk[3]
- 05. Skorpion czarownik[4]
- 06. Nochal[5]
- 07.
- 08.
- 09. Gruszek lata[6] / Têtempoire vole
- 10.
- 11. Gruszek zabłądził[7] / Têtempoire est perdu
- 12. Chrupek na pustyni[8] /  Croquesel dans le désert

## Tytuły francuskie
- Le Père Noël de la jungle
- La Fleur du volcan Rototo
- Le Raccourci
- L'Anniversaire de Pangolin
- Les Cailloux de Têtempoire
- Le Jour de la course
- L'Etranger
- Attention aux champignons
- Croquesel et Crabidule ont du genie
- La Sécheresse
- L'Oeuf mystérieux
- Le Sauvetage
- Têtempoire est amoureux
- Capitaine Têtempoire

Źródło: